# رکن‌آباد (میناب)
رکن‌آباد، روستایی در دهستان بندزرک بخش بندزرک شهرستان میناب در استان هرمزگان ایران است.

## جمعیت
بر پایه سرشماری عمومی نفوس و مسکن در سال ۱۳۹۵، جمعیت این روستا برابر با ۷۳۹ نفر (۱۸۵ خانوار) بوده‌است.